# Bethlen Gábor Alapítvány
A Bethlen Gábor Alapítvány egy Magyarországon 1980-ban alapított, de hivatalosan csak 1985-ben bejegyzett, ma kiemelten közhasznú civil szervezet. Bethlen Gábor  születésének 400. évfordulója évében Illyés Gyula, Németh Lászlóné (Démusz Ella), Kodály Zoltánné (Péczely Sarolta) és Csoóri Sándor alapították, 65 jeles hazai személyiség támogatásával. Önmeghatározása szerint legfontosabb feladata a nemzetismeretre épülő cselekvő szolidaritás újjáélesztése. 
Működése során elsősorban olyan nonprofit tevékenységeket folytat, melyek igyekeznek megőrizni a Kárpát-medencei magyarság identitását, önazonosságát. Ösztöndíjaival a nemzetben gondolkodó – határon inneni és túli – ifjúságot igyekszik támogatni, míg díjaival, kitüntetéseivel a nemzet szolgálatába állított kiemelkedő életműveket ismeri el. Legfontosabb, a kezdeti évektől adományozott kitüntetése a Bethlen Gábor-díj. Márton Áron-emlékérmet 1988 óta adományoz, 1990 óta Tamási Áron-díjjal tünteti ki Tamási Áron írói öröksége ápolóit, a székely szellemiség hírvivőit szerte a világon. Legújabb elismerése a 2004-ben, Teleki Pál születésének 125. évfordulóján alapított Teleki Pál-érdemérem, melyet minden év június 4-én, a nemzeti összetartozás napján adnak át. Az alapítvány jelmondatát Móricz Zsigmond művéből vették: "Mi minden erőt, ami a haza javára akar és tud lenni, nem eltiporni, hanem együvé fogni kívánunk." 
A kettős állampolgárságról szóló 2004. december 5-i népszavazás hatására hozták létre 2005-ben a Bethlen Gábor Alapítvány Baráti Társaságot.
Az alapítvány működését kuratóriumán keresztül gyakorolja, melynek összetétele 2020-ban a következő: elnök: Lezsák Sándor, titkár: Házi Balázs, kurátorok: Bakos István, Bartos Mónika, Béres József, Bíró Zoltán, Hágen Ádám, Magyary Rozália, Nagymihály Zoltán, Petrik Béla, Gy. Szabó András. Egykori kurátorok: Németh Ágnes, Szalai Attila